# Lebríja
Lebríja är en kommun i Colombia.   Den ligger i departementet Santander, i den centrala delen av landet, 300 km norr om huvudstaden Bogotá. Antalet invånare är 30 980. Arean är 550 kvadratkilometer. Lebríja gränsar till Rionegro och franskspråkiga Wikipedia. 
Terrängen i Lebríja är varierad.